# Nécropole de Mondelange
La nécropole de Mondelange est une nécropole celte située à Mondelange, dans le département de la Moselle, en Lorraine. Elle a perduré durant tout l'Âge du fer, jusqu'au début de notre ère.

## Situation
La nécropole de Mondelange est située à 15 km au nord de Metz, à la confluence de la Moselle et de l'Orne, au lieu-dit Schemerten. Elle s'étend en fond de vallée, sur une basse terrasse de l'Orne, à une altitude de 190 m.

## Historique
Le site a été identifié en juin 1993, à la suite d'une campagne de sondages préalable à un projet de lotissement au sud-ouest de la ville. Il a fait l'objet d'une fouille préventive d'octobre à décembre 1994. La zone concernée a été entièrement décapée sur 2 ha.

## Description
Le site est un vaste complexe funéraire de l'Âge du fer, débutant au cours du Hallstatt B2 et s'achevant au début de notre ère.
48 inhumations et 41 incinérations ont été recensées, associées ou non à un édifice funéraire de type enclos ou tumulus.
La phase du Hallstatt D est la mieux représentée, avec des tombes relativement nombreuses et assez riches en vestiges métalliques (anneaux à jonc tubulaire, bracelets 
en lignite, plaques et agrafes de ceinture, fibules, boucles d'oreille, épingles à cheveux). Dispersées sur toute la nécropole, certaines sépultures réoccupent d'anciennes tombes.
La transition entre les deux âges du fer (du Hallstatt D à La Tène A) est principalement marquée par une tombe à char, disposée à l'intérieur d'un grand enclos quadrangulaire. Le char est à deux roues et est installé, en une seule pièce, à l'intérieur d'une fosse rectangulaire (longueur : 2,5 m ; largeur : 2 m ; hauteur : 1,15 m ).